# アクアファバ

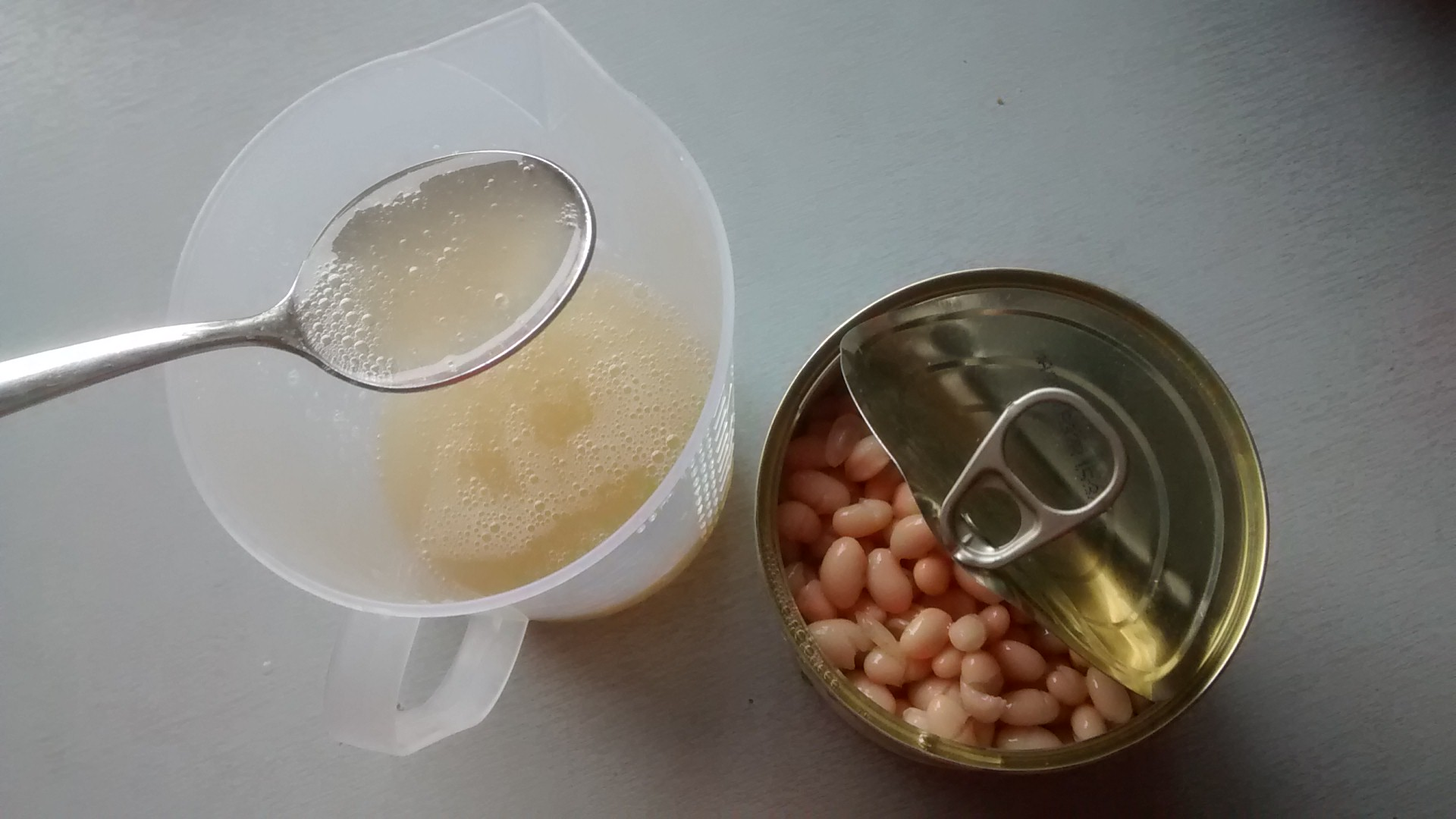
インゲンマメの缶詰とインゲン豆のアクアファバ

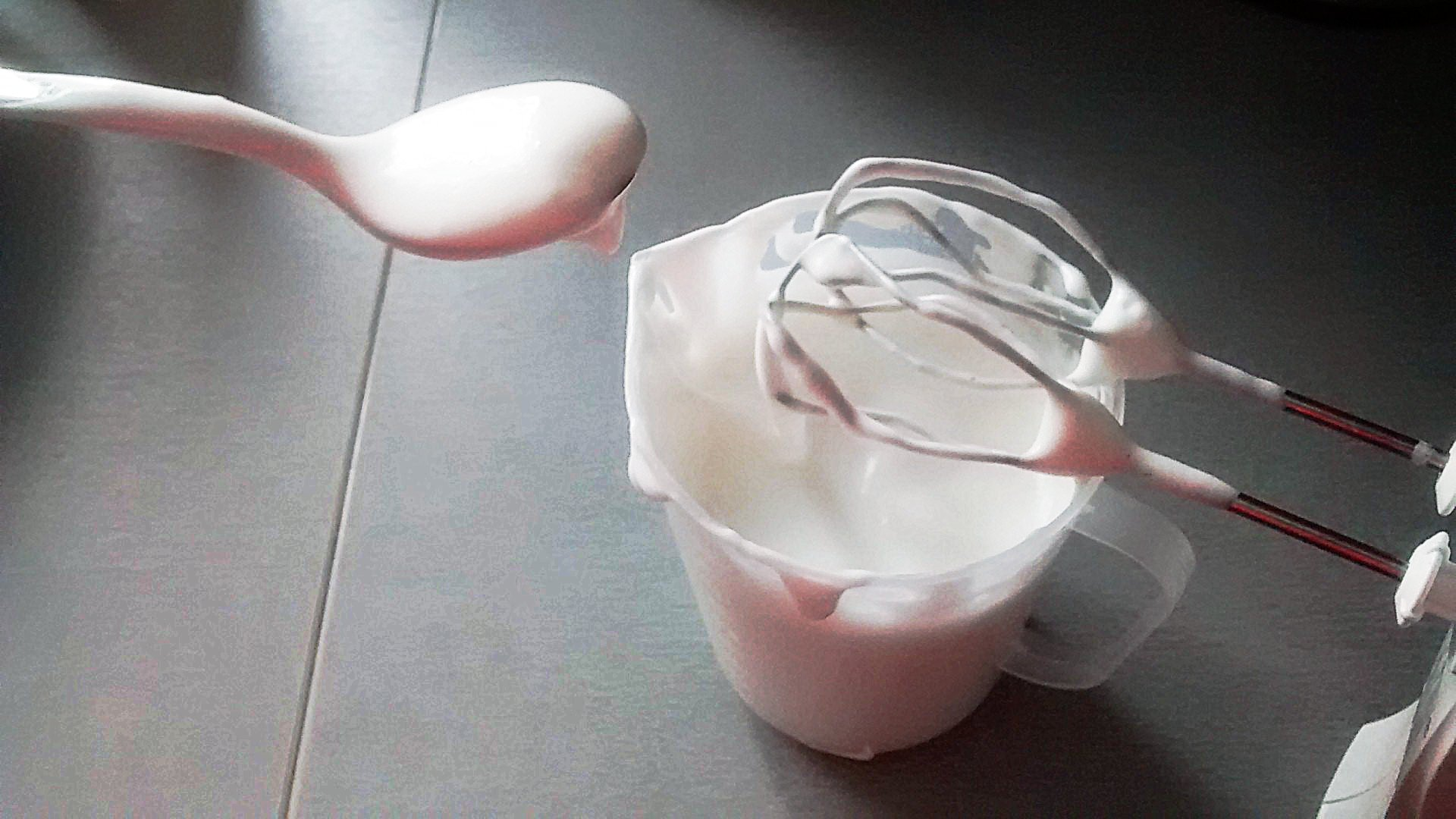
アクアファバから作られたメレンゲ

アクアファバ（英語: Aquafaba）とは、ヒヨコマメなどの豆類の煮汁である。
豆類を水煮にした缶詰などから得られる煮汁は、粘性を持ち、卵白の代替食品として、パンケーキやメレンゲ、ヌガーなどに利用可能である。
2014年12月に音楽家の Joël Roessel によって卵白の代わりになると、菜食主義者のコミュニティに投稿が行われ、この食材が注目されるようになった。
この発見によって、それまで食事に制限があった菜食主義者や卵アレルギーを持つ人々の食べられるものの幅を広げることとなった。